# Jack Read
Jack Read foi um jogador de rugby union e profissional da rugby league que jogou nas décadas de 1920, 1930 e 1940. Ele jogou no nível representativo de Rugby Union (RU) para Gloucestershire, e no nível representativo da Rugby League (RL) para a Rugby League XIII, e no nível clubístico para Oldham. Ele faz parte do Oldham Hall of Fame.